# Eastington (Cotswold)
Eastington – osada w Anglii, w hrabstwie Gloucestershire, w dystrykcie Cotswold. Leży 31 km na wschód od miasta Gloucester i 122 km na zachód od Londynu.